# Malawi Broadcasting Corporation
Malawi Broadcasting Corporation, nota anche con l'acronimo MBC, è l'ente radiotelevisivo pubblico del Malawi. Trasmette dalla capitale Blantyre in inglese.

## Storia

### Età coloniale
La radio fu introdotta in Malawi, allora colonia britannica del Nyasaland, nel 1941, quando il Dipartimento dell'informazione del governo della confinante Rhodesia Settentrionale, altra colonia britannica, installò un trasmettitore da 300 Watt nella sua capitale, Lusaka, per fornire un servizio a tutti i cittadini africani della regione rhodesiana, Radio Lusaka sia in inglese che nelle lingue africane locali. Dal momento che la Rhodesia Settentrionale non si poteva permettere tale servizio specialistico da sola, presto gli amministratori della Rhodesia Meridionale e del Nyasaland si convinsero a condividerne i costi, mentre il governo britannico acconsentì a fornire un capitale societario; pertanto nacque la Central African Broadcasting Station (CABS).
Nel 1953 il Regno Unito creò la Federazione della Rhodesia e del Nyasaland con Salisbury (adesso Harare, Zimbabwe) come capitale; la Southern Rhodesian Broadcasting Service, che operava in Rhodesia Meridionale per gli ascoltatori europei, fu di conseguenza rinominata "Federal Broadcasting Service" (FBS).
Nel 1958 FBS e CABS dettero vita alla Federal Broadcasting Corporation (FBC).

### Dall'indipendenza ad oggi
Nel 1964 una serie di disaccordi tra i tre territori costitutivi della federazione portarono alla sua dissoluzione, in seguito alla quale il Nyasaland e la Rhodesia Settentrionale ottennero l'indipendenza. Di conseguenza cessò l'attività della FBC come società federale e ciascuno dei tre territori si dotò di una propria società di radiofonia indipendente; in Malawi nacque, dunque, Malawi Broadcasting Corporation (MBC).
La televisione aprì il primo canale, TVM, nel 1999, trasmettendo da subito sia via terrestre che via satellite.
Il 1º luglio 2011 TVM fu integrata nella MBC diventando MBC tv. 
Il 19 febbraio 2013 MBC tv iniziò a trasmettere sulla piattaforma DStv via cavo.

## Servizi

### Televisione
| Nome   | Sede     | Тipo        | Lancio | Lingua  |
| ------ | -------- | ----------- | ------ | ------- |
| MBC TV | Blantyre | generalista | 1999   | inglese |

### Radio
| Nome           | Sede     | Тipo        | Lancio | Lingua  |
| -------------- | -------- | ----------- | ------ | ------- |
| MBC Radio One  | Blantyre | generalista | 1941   | inglese |
| MBC Radio Two' | Blantyre | generalista |        | inglese |

## Ricezione

### Terrestre
La televisione di Malawi Broadcasting Corporation trasmette in standard DVB-T HD; la radio trasmette in AM e in FM.

### Satellite[9]
| Satellite          | Intelsat 20                          | Express AMU1                         | Eutelsat 7C                          | SES 5                                | Astra 4A                             | Rascom QAF 1R                        |
| Posizione orbitale | 68.5° E                              | 36.1° E                              | 7.0° E                               | 5.0° E                               | 4.8° E                               | 2.8° E                               |
| Canali             | MBC TV, MBC Radio One, MBC Radio Two | MBC TV, MBC Radio One, MBC Radio Two | MBC TV, MBC Radio One, MBC Radio Two | MBC TV, MBC Radio One, MBC Radio Two | MBC TV, MBC Radio One, MBC Radio Two | MBC TV, MBC Radio One, MBC Radio Two |
| Frequenza          | 11594 H                              | 12265 V                              | 11106 V                              | 11804 H                              | 12621 V                              | 11403 V                              |
| SR                 | 30000                                | 31420                                | 45000                                | 27500                                | 3660                                 | 18300                                |
| FEC                | 5/6                                  | 3/4                                  | 5/6                                  | 3/4                                  | 2/3                                  | 3/4                                  |
| Modulazione        |                                      | 16APSK                               | QPSK                                 | QPSK                                 |                                      | 8PSK                                 |

### Streaming
Malawi Broadcasting Corporation in streaming